# Мако-ла-Плань
Мако́-ла-Плань (фр. Mâcot-la-Plagne) — колишній муніципалітет у Франції, у регіоні Овернь-Рона-Альпи, департамент Савоя. Населення — 1817 осіб (2011).
Муніципалітет був розташований на відстані близько 500 км на південний схід від Парижа, 145 км на схід від Ліона, 60 км на схід від Шамбері.

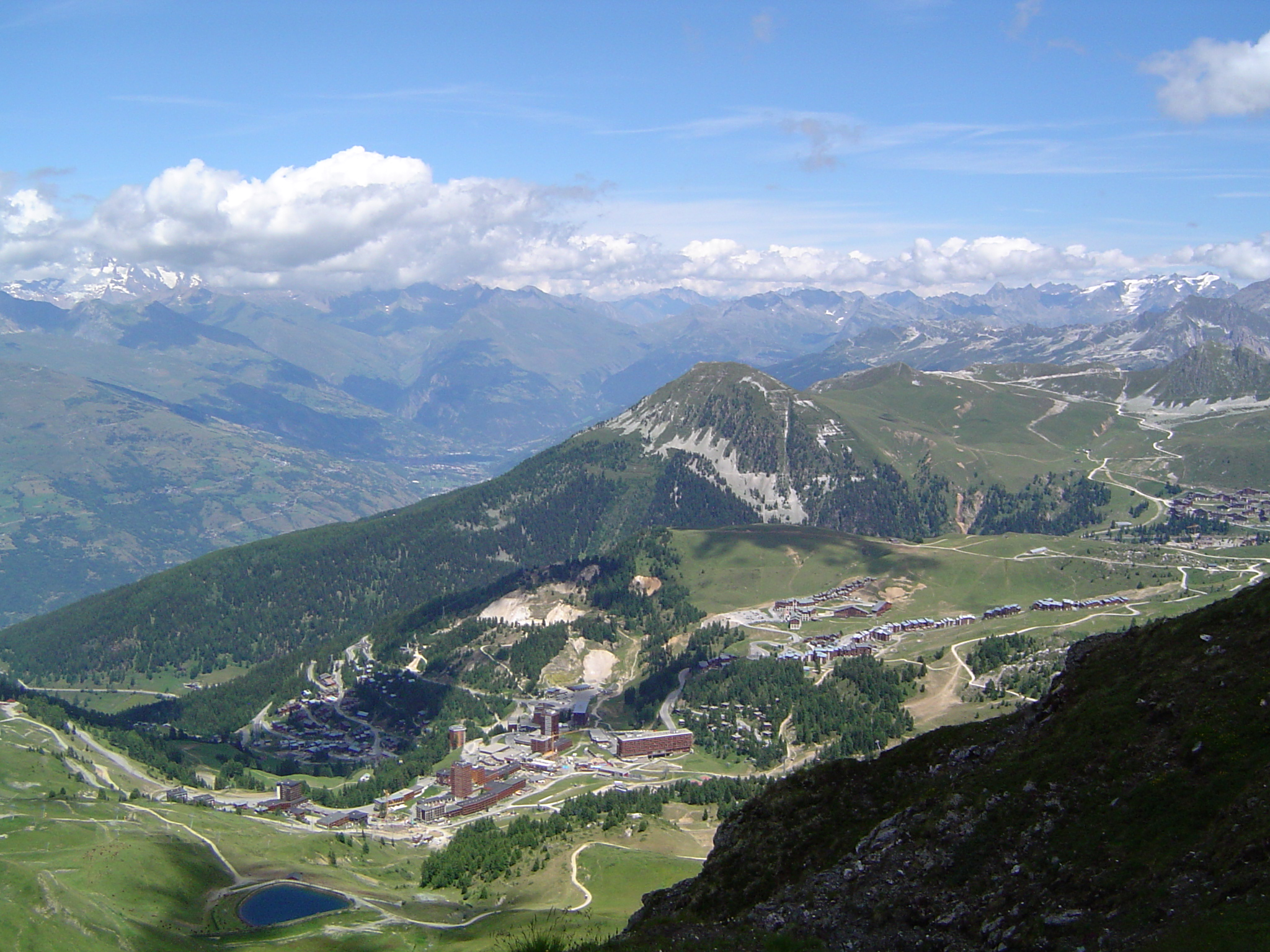

## Історія
До 2015 року муніципалітет перебував у складі регіону Рона-Альпи. Від 1 січня 2016 року належав до нового об'єднаного регіону Овернь-Рона-Альпи.
1 січня 2016 року Мако-ла-Плань, Бельантр, Ла-Кот-д'Ем i Валезан було об'єднано в новий муніципалітет Ла-Плань-Тарантез.

## Демографія
Динаміка населення (INSEE ):
Розподіл населення за віком та статтю (2006):
| Стать | Всього | До 15 років | 15-24 | 25-44 | 45-64 | 65-85 | Понад 85 |
| --- | ------ | ----------- | ----- | ----- | ----- | ----- | -------- |
| Чоловіки | 860    | 182         | 72    | 296   | 234   | 64    | 12       |
| Жінки | 882    | 146         | 110   | 324   | 198   | 88    | 16       |
| \| Статево-вікова піраміда \| Статево-вікова піраміда \| Статево-вікова піраміда \| \| ----------------------- \| ----------------------- \| ----------------------- \| \| Чоловіки \| Вік \| Жінки \| \| 12 \| 85 + \| 16 \| \| 8 \| 80-84 \| 24 \| \| 12 \| 75-79 \| 16 \| \| 24 \| 70-74 \| 24 \| \| 20 \| 65-69 \| 24 \| \| 36 \| 60-64 \| 24 \| \| 44 \| 55-59 \| 44 \| \| 73 \| 50-54 \| 69 \| \| 81 \| 45-49 \| 61 \| \| 53 \| 40-44 \| 57 \| \| 85 \| 35-39 \| 93 \| \| 101 \| 30-34 \| 105 \| \| 57 \| 25-29 \| 69 \| \| 32 \| 20-24 \| 49 \| \| 40 \| 15-20 \| 61 \| \| 44 \| 10-14 \| 28 \| \| 65 \| 5-9 \| 57 \| \| 73 \| 0-4 \| 61 \| |        |             |       |       |       |       |          |
| Статево-вікова піраміда |        |             |       |       |       |       |          |
| Чоловіки | Вік    | Жінки       |       |       |       |       |          |
| 12 | 85 +   | 16          |       |       |       |       |          |
| 8 | 80-84  | 24          |       |       |       |       |          |
| 12 | 75-79  | 16          |       |       |       |       |          |
| 24 | 70-74  | 24          |       |       |       |       |          |
| 20 | 65-69  | 24          |       |       |       |       |          |
| 36 | 60-64  | 24          |       |       |       |       |          |
| 44 | 55-59  | 44          |       |       |       |       |          |
| 73 | 50-54  | 69          |       |       |       |       |          |
| 81 | 45-49  | 61          |       |       |       |       |          |
| 53 | 40-44  | 57          |       |       |       |       |          |
| 85 | 35-39  | 93          |       |       |       |       |          |
| 101 | 30-34  | 105         |       |       |       |       |          |
| 57 | 25-29  | 69          |       |       |       |       |          |
| 32 | 20-24  | 49          |       |       |       |       |          |
| 40 | 15-20  | 61          |       |       |       |       |          |
| 44 | 10-14  | 28          |       |       |       |       |          |
| 65 | 5-9    | 57          |       |       |       |       |          |
| 73 | 0-4    | 61          |       |       |       |       |          |

## Економіка
2010 року серед 1231 особи працездатного віку (15—64 років) 1044 були активними, 187 — неактивними (показник активності 84,8%, у 1999 році було 82,9%). З 1044 активних мешканців працювало 1011 осіб (548 чоловіків та 463 жінки), безробітними було 33 (15 чоловіків та 18 жінок). Серед 187 неактивних 57 осіб було учнями чи студентами, 63 — пенсіонерами, 67 були неактивними з інших причин.

У 2010 році в муніципалітеті числилось 797 оподаткованих домогосподарств, у яких проживали 1814,5 особи, медіана доходів виносила 20 010 євро на одного особоспоживача